# 박예주
박예주(1987년 5월 27일 ~ )는 2009년 미스코리아 미(美)이자 배우이다. 

## 학력
- 숙명여자고등학교 (졸업)
- 파슨스디자인스쿨 패션디자인학과 (휴학)
- 건국대학교 영화과 (졸업)
- 한국예술종합학교 대학원 연기과 전문사 (졸업)

## 프로필
- 출생 : 1987년 5월 27일
- 신체 : 173cm, 56kg, 36-24-36
- 학력 : 파슨스 디자인대학교 패션디자인과, 건국대학교 영화과, 한국예술종합학교 전문사 연극원 연기과
- 수상 : 2009년 미스코리아 미(美) & 인기상, 2009년 미스코리아 서울 미(美), 2009년 미스 어스 이글 익스프레스 & 미스아세이
- 경력 : 2009년 광주김치문화축제 홍보대사
- 취미 : 요가, 공연 관람, 오페라 감상
- 특기 : 대금(단소), 플라멩고, 요가

## 출연작

### 드라마
- 《시티헌터》(2011년)[1] - 청와대 국가지도통신망팀 팀원 역

### 영화
- 《더 하우스》(2012년)
- 《특근》 (2016년)
- 《밤의 해변에서 혼자》 (2017년)
- 《그 후》 (2017년)

### 연극
- 《이기동 체육관》(2011년)[2]
- 《분장실》(2013년)

### 예능
- 《텐미닛 박스》(2012년)
- 《미스코리아 비밀의 화원》(2013년)

## 같이 보기
- 2009년 미스코리아
- 미스코리아 서울